# Sisne Himal
Der Sisne Himal (Nepali: सिस्ने हिमाल; anderer Name: Murkatta Himal) ist eine Berggruppe im Himalaya in Nepal.
Der höchste Gipfel im Sisne Himal ist der Hiunchuli Patan (Hiūnchuli Pātan) mit einer Höhe von 5911 m (oder 5849 m) und liegt im Distrikt Rukum der Verwaltungszone Rapti. Er ist der westlichste hohe Gipfel im Dhaulagiri Himal. 
Der Hiunchuli Patan wurde im Mai 2013 von einer nepalesisch geführten Bergsteigergruppe bestehend aus Man Bahadur Khatri, Nilam Gurung, Amrit Sarki, Mulal Gurung, Binaya Jung Malla, Al Bahadur Khatri und Drhuba Bista sowie dem US-Kletterer Alonzo Lyons erstbestiegen.

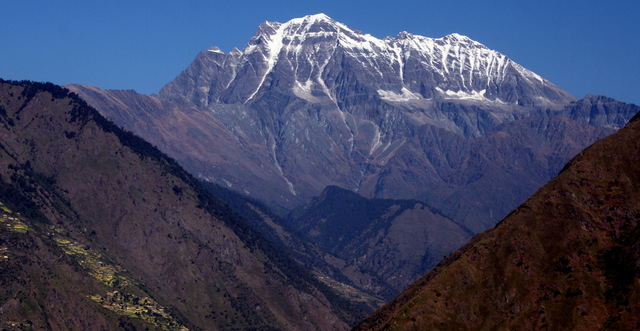
Hiunchuli Patan von Südosten
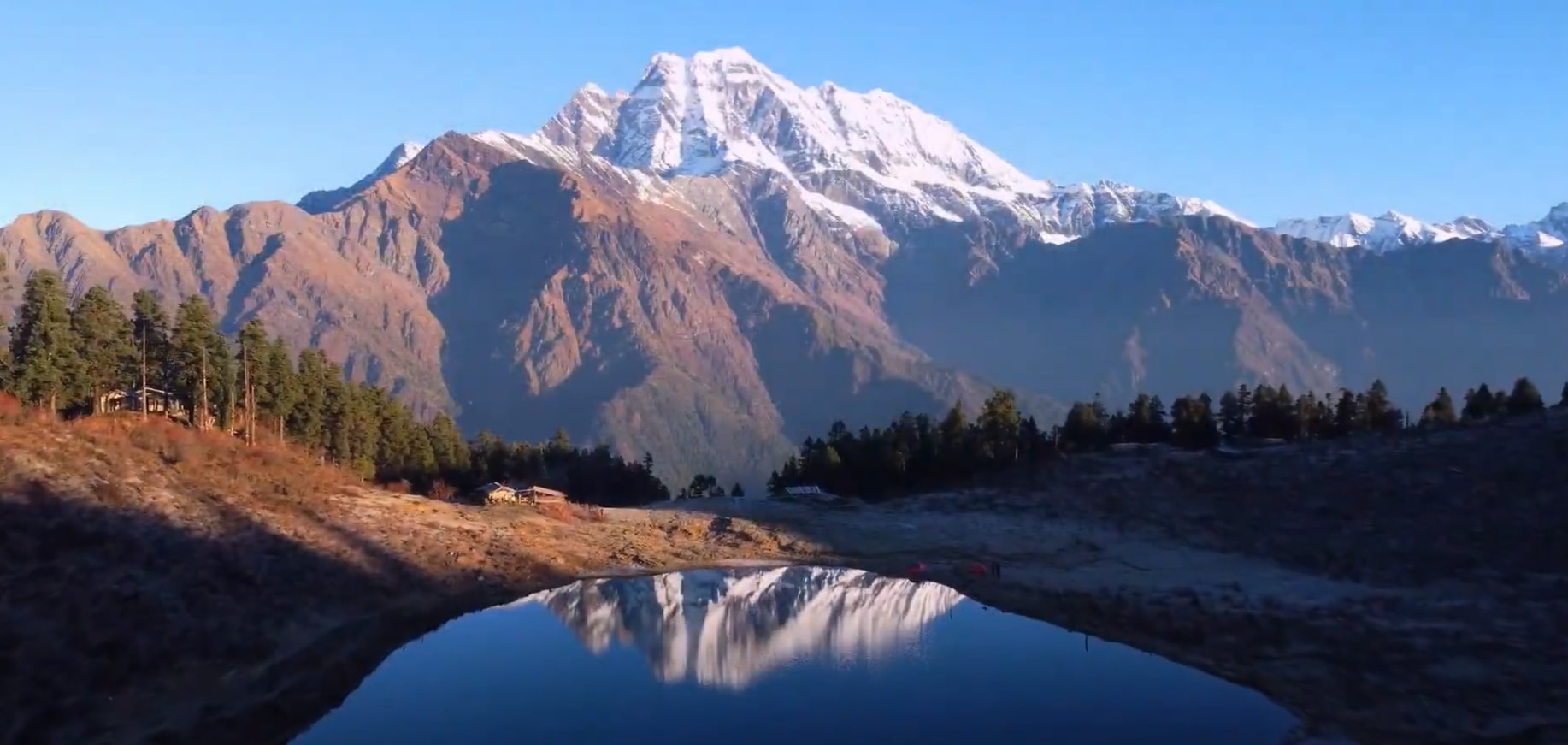
Hiunchuli Patan von Süden